# Colegio Mayor Universitario Mendel
El Colegio Mayor Universitario Mendel de Madrid (España) es un colegio mayor mixto adscrito a la Universidad Complutense de Madrid, dirigido y gestionado por la Orden de San Agustín. Fundado en 1968como colegio mayor masculino, desde el curso 2019-2020 es mixto. Lleva su nombre en honor a Gregor Mendel, monje agustino y naturalista que describió las llamadas Leyes de Mendel, que rigen la herencia genética. Situado en la Ciudad Universitaria, aloja hasta un máximo de 264 estudiantes. Durante los meses de junio y julio funciona como residencia mixta para universitarios y estudiantes nacionales o extranjeros.

## Historia
El Capítulo Provincial de la Provincia Agustiniana Matritense de 1964 delegó la construcción de un colegio mayor que se situase en la Ciudad Universitaria, o bien en otro lugar adecuado pero situado en Madrid. Cumpliendo con dicho mandato capitular se empezaron a realizar las gestiones necesarias tanto ante la autoridad civil como la eclesiástica. Una vez que se obtuvieron los permisos necesarios, se le encargó la elaboración de este proyecto a los arquitectos Eladio Laredo Cortina y José Carlos Laredo Serrán.
Fue el 1 de octubre de 1968 cuando se abrió oficialmente y el 17 de noviembre se procedió a la inauguración solemne

## Actividades del Colegio Mayor Mendel

### Deporte
En la vida del Colegio Mayor Mendel es muy importante el deporte, no solo como actividad física, sino también para fomentar los valores de responsabilidad, amistad o respeto entre los colegiales. A principio de curso es cuando se constituyen los equipos y todos ellos participan en las diferentes competiciones de la Asociación de Colegios Mayores de Madrid.  Asimismo, el Colegio Mayor Mendel dispone de una pista polideportiva en la que se pueden jugar a fútbol sala, baloncesto, balonmano, vóley y tenis.

### Actividades Culturales
El Colegio Mayor promueve la formación cultural y científica de sus estudiantes a través numerosas  actividades que se llevan a cabo bien a lo largo de todo el curso o de manera puntual. El objetivo de esteas actividades es mejorar las competencias de los colegiales y que estos adquieran nuevos valores, actitudes y aptitudes, recurriendo a un contexto más lúdico. Para que los colegiales tomen responsabilidades las actividades se desarrollan a través de delegaciones, con un colegial responsable de cada una y que se encarga, junto con la dirección, de llevarlas a cabo. 

### Voluntariado
Dentro del colegio también se ofrecen actividades para todos aquellos colegiales que tengan la inquietud de solidaridad y voluntariado. Dichas actividades son de libre participación y tienen como objetivo que los colegiales puedan crecer como personas a través de nuevas experiencias formativas.

## Novatadas
El colegio mayor fue conocido por las novatadas que se realizaban, aunque actualmente es uno de los colegios mayores libres de este fenómeno. En septiembre de 2024 fue reconocido por la UCM y la Asociación de Colegios Mayores de Madrid, por su buen hacer y buenas prácticas favoreciendo convivencias deseables. 
Es por ello que en el año 2013 el Consejo de Colegios Mayores, en el que está incluido el Colegio Mayor Mendel, presentó un manifiesto de rechazo a las novatadas. En dicho manifiesto se expresó la preocupación por unos hechos para ellos inaceptables, además de la necesidad de preservar por encima de todo la igualdad de los colegiales y el profundo rechazo hacia las novatadas.